# Olyrinae
Olyrinae, podtribus trava, dio tribusa Olyreae i potporodice bambusovaca. Sastoji se od desetak rodova

## Rodovi
1. Agnesia Zuloaga & Judz. Novon
2. Arberella Soderstr. & C.E.Calderon
3. Cryptochloa Swallen
4. Diandrolyra Stapf
5. Ekmanochloa Hitchc.
6. Froesiochloa G.A.Black
7. Lithachne P.Beauv.
8. Maclurolyra C.E.Calderón & Soderstr.
9. Mniochloa Chase
10. Olyra L.
11. Parodiolyra Soderstr. & Zuloaga
12. Piresia Swallen
13. Piresiella Judz., Zuloaga & Morrone
14. Raddia Bertol.
15. Raddiella Swallen
16. Rehia F.Fijten
17. Reitzia Swallen
18. Sucrea Soderstr.